# Spagettiwestern
A spagettiwestern vagy makaróniwestern a westernfilm műfajának európai ágához tartozik (melyet eurowesternnek neveznek), s elsősorban az olasz westernfilmek hagyományos elnevezése. Tekintve, hogy Olaszország nemzeti eledele a spagetti, erről ismerik legjobban az országot a tengerentúlon, így innen származik a filmműfaj neve is. A spagetti jelölés eleinte mintegy gúnynév volt, amit az amerikaiak ragasztottak az olasz vadnyugati filmekre a kezdetekben, ezzel kifejezve nemtetszésüket. Többek közt azért is, mert az olasz filmművészetben igen gyakori az utánzás, s a spagettiwestern rendezők egymás munkáit is utánzatokkal akarták túlszárnyalni, ennek a ragyogó példája a Django volt, aminek 1966-os sikertörténete után félszáznál is több hivatalos, vagy nem hivatalos folytatást csináltak.
Spagettiwesterneket olasz rendezők forgattak általában olaszországi stúdiókban, de gyakran Spanyolországban is.
Több olasz westernben szerepeltek spanyol színészek, sőt gyakran készítettek spagettiwesterneket olasz–spanyol koprodukcióban. Készültek kifejezetten spanyol gyártású westernek is. Elsősorban Sergio Leone érdeme volt a mesteri olasz westernfilmek készítése, egyik alkotása, a Volt egyszer egy Vadnyugat nemcsak a legnépszerűbb spagettiwestern, hanem egyben az egész műfaj legnevesebb alkotása. Leone mellett a műfaj nagy úttörője még Sergio Corbucci, Tonino Valerii, Duccio Tessari, vagy akár Rafael Romero Marchent is.
Az olaszok számos újítást vezettek be a műfajba, ilyen volt a modern fegyverek használata, vagy a cselekmény idejének kitolása abba a korba, amikor a vadnyugat már hanyatlóban volt. Bár több száz olasz vadnyugati film készült, de többségük nem ér el magas színvonalat, és ma már csak legfeljebb filmtörténeti érdekességek. Ugyanakkor születtek komoly, ma is óriási nézettségnek és elismertségnek örvendő alkotások e műfajban. Nagy érdeme azonban mégis az, hogy meghosszabbította a western akkor már haldokló műfaját. Miután az 1970-es évek közepén véget ért pályája, rövidesen meghúzták az amerikai western határát is.
A spagettiwestern a maga korában legalább annyira divatos, kedvelt és gyakran használt műfaj volt a film terén, mint az olasz bűnügyi filmek.

## Története
Az általános vélekedés, hogy az első spagettiwesternt 1961-ben forgatta Michael Carreras brit rendező, angol-spanyol koprodukcióban amerikai, spanyol és olasz színészekkel. Ez volt a Savage Guns (olaszul Tierra Brutal). Valójában az alműfaj első darabja nem Carrerastól származik, Carreras nyomán indult el. Mario Amendola Félelem Oklahomában c. filmje volt az első olasz western, ami pusztán csak egyszerű próba volt és nem több. Ez annak a hatása nyomán született, hogy ebben az évben felmerültek elképzelések fiatal olasz operatőrök részéről, hogy westernt forgassanak Európában – így emlékezett vissza Sergio Corbucci. Corbucci éppen Leonével és Tessarival dolgozott Andalúziában a Pompeii utolsó napjai filmen, amikor a fiatal filmesnek a sivatagos tájat és kanyonokat szemlélve eszébe jutottak az amerikai és mexikói sivatagok. Akik rajtuk kívül ott voltak, mint Enzo Barboni és Franco Giraldi, később szintén alkottak az új filmműfajban és nekik sem elhanyagolható a tehetségük. A Félelem Oklahomában bár már csak egy régi érdekes film, de Carrerasnak bevált az ötlet, hogy a Tierra Brutal-hoz olasz segítséget vegyen igénybe. Utána néhány rendező a következő három évben megpróbálta létrehozni és meghonosítani az olasz westernt, de a kezdetekben ezek a szárnypróbálgatások még nagyon sikertelenek maradtak és elég bizonytalan volt az új műfaj léte.
1964-ben elindult a spagettiwestern virágkora Sergio Leonéval és Ennio Morriconéval. 1964-ben az Egy maréknyi dollárért már nemzetközi sikert aratott. A főszereplő amerikai volt, Clint Eastwood, akit ez a film tett világhírűvé. Ezt követte a Pár dollárral többért és A Jó, a Rossz és a Csúf, melyek Leone úgynevezett „dollár-trilógiá”-ját alkotják. A dollár-trilógia az olasz filmtörténet addigi legnagyobb sikerét aratta és több mint egy évig telve voltak azok a mozik, ahol a levetítették a három részt.
A másik említésre méltó klasszikus, az 1966-ban készült Sergio Corbucci Django című westernje, Franco Neróval a főszerepben, mely szintén jelentősen hozzájárult a spagettiwestern megerősödéséhez. A leghíresebbnek, a Volt egyszer egy Vadnyugat-nak azóta is töretlen a népszerűsége. Tény viszont, hogy a leghíresebb spagettiwesternek általában amerikai színészekkel készültek (leszámítva a Django-t), és legtöbbjükhöz Morricone komponálta a kísérőzenét.
Ami a legmeglepőbb, hogy Leone vagy Carreras nem stílusteremtőnek szánta filmjeit. Leone egyfajta western-szatírát készített, mikor leforgatta az Egy maroknyi dollárért-et, amelyben reálisan igyekezett bemutatni a vadnyugatot az amerikai westernekben látható romantikus, idealizált világgal szemben. Az amerikai filmekben gyakorta olyan valós vadnyugati személyeket mutattak be pozitív figurákként, akik valójában közönséges bűnözők voltak, ilyen volt példának okáért Jesse James.
A western az 1950-es évek végén, az 1960-as évek elején kezdett kimenni a divatból és az amerikai filmvállalatok már nem kívántak több vadnyugati témájú filmet készíteni, de az európai nézőközönség továbbra is igényt tartott erre a műfajra, ezért ez tovább ösztönözte az olasz vadnyugati filmet.
Olaszországban majdnem ugyanez volt a helyzet a „saru és kard” filmekkel, amelyekbe korábban még az amerikaiak is betársultak. A nagy szuperprodukciók között a Cinecittà is tucatnyi mitológiai filmet készített, sok esetben amerikai hozzájárulással. A Ben-Hur sikere egyúttal a műfaj végét is jelentette, s az amerikai filmtőke ekkor már nem akart ebbe befektetni, mert a nézőközönségnek sem volt rá igénye. Ezzel együtt lebontásokkal kellett számolni a Cinecittànál, így kettős érdeke volt a rendezőknek és producereknek az új műfaj keresése, hogy a hátramaradt felesleges anyagot (díszletet, statisztákat stb.) valamire felhasználhassák, melyhez először nem látszott alkalmasnak az itáliai western, amíg fel nem tűnt Sergio Leone.
A spagettiwesternekbe később más országok filmvállalatai is bekapcsolódtak, így például Franciaországból vagy az NSZK-ból. A spagettiwesternnel egy időben a szocialista országok területén is születettek westernek, elsősorban szláv nyelvű (jugoszláv, szovjet és csehszlovák) alkotások, melyek inkább az amerikai westernek vonalán haladtak. Ezeket a kelet-európai alkotásokat nevezték vörös westerneknek, származási helyük politikai beállítottsága után. Egyes szocialista országokból, mint a keleti blokkal szakító Jugoszláviából való színészek némelykor főszerepeket kaptak az olasz westernekben, mint a szerb Dragomir „Gidra” Bojanić Enzo Dell'Aquila …e venne il tempo di uccidere című 1968-as alkotásában, sőt még a neves Gianni Garko is horvát, illetve indián szerepben a legismertebb Gojko Mitić, aki szerb származású. Mindezek azt bizonyították, hogy a westernfilm nem kizárólag amerikai műfaj, az óvilági westernek is éppúgy sikeresek, mivel Észak-Amerika lakosainak döntő többsége is Európából származik.
Néhány amerikai western-alkotást, melyeket spanyol filmvállalatokkal, spanyolországi helyszíneken, spanyol színészek közreműködésével forgattak, gyakran szintén spagettiwesternnek tekintenek, mert ugyanazt a stílust veszik át. Az egyik példa erre Paul Landres 1965-ös filmje A fegyveres fia, ami még korai makaróniwesternnek számít.
Az 1980-as évek elejétől a műfajnak bealkonyult, de már 1975-ben sokan úgy vélték, hogy Enzo G. Castellari Keomá-jával lezárult az italowestern korszaka, noha azt követően még számos makaróniwesternt forgattak, igen csekély sikerrel. Igen kései alkotásnak számít az 1994-es Bunyó Karácsonyig, amely a híres verekedő-páros Bud Spencer-Terence Hill utolsó közös filmje volt, akik ezzel befejezték legendás sorozatukat.
Legutóbb 2007-ben Stefano Jacurti rendezett westernt, a horrorba hajló Inferno Bianco-t.

## Fontosabb színészek és rendezők
A spagettiwesternek neves színészei közé tartozik Franco Nero, Terence Hill, Bud Spencer, Clint Eastwood, Eli Wallach, Lee van Cleef, Tomás Milián, Claudia Cardinale, Gianni Garko, Loredana Nusciak, Anthony Steffen és Richard Harrison, az antihősök közül Eduardo Fajardo és Gian Maria Volonté. Még a Beatles egyik sztárját Ringo Starrt, sőt Orson Wellest és Anita Ekberget is szerepeltették egy-egy italowesternben. Néhány amerikai színésznek családi kötődése is volt Olaszországhoz: Henry Fonda 15. század végi felmenői például Genovából származnak. Eli Wallach szülei szintén Olaszországból eredő zsidó családból valók.
A mészárlás ideje c. véres spagettiwesternben, ahol a főszerepet szintén Franco Nero alakította, szerepelt két Olaszországban élő magyar származású színész is, név szerint Tom Felleghy és John Bartha, sőt meg kell említeni a szintén magyar Kreul Józsefet, azaz Joe Bugnert, egykori bokszolót, aki Bud Spencerrel az Aranyeső Yuccában c. kései, 1981-es spagettiwesternben szerepelt.
Egyes rendezők neve éppen a spagettiwesternjeikkel és azok színészeivel forrt össze. Első helyen mindenképp a Leone-Eastwood páros áll. Őket követi Corbucci és Nero, majd Giorgio Ferroni és Gemma.
Morricone mellett a filmek zenéinek megírásában jelentős szerepe volt Bruno Nicolainak, vagy az olasz zeneszerző testvérpárnak Guido és Maurizio de Angelisnek. Külön kiemelendő a filmzenék szinte rapszodikus hangvétele, mely szintén különlegessé teszi ezeket a filmalkotásokat, mi több, kétségtelenül Morricone és néhány másik zeneszerző itáliai vadnyugati filmekhez komponált kísérőzenéi a legjobb western-zeneművek.
2013 januárjában mutatták be a Django elszabadul című filmet, melynek rendezője Quentin Tarantino.

## A spagettiwestern jellemzői
A spagettiwesternek az amerikai westernektől leginkább a cselekményszövésben térnek el. A spagettiwesternekben rendszerint több vér folyik, erőszakosabbak, keserűbbek, kiábrándultabb világúak és nagyobb bennük a feszültség. Állandó visszatérő motívum a bosszúállás. A feszült hangulatot a zenei háttér is fokozza, melynek mestere Morricone volt. A spagettiwesternek leginkább emiatt kapnak ma is sok kritikát. „A vadnyugatot egyszerű, erőszakos emberek formálták, ezt az erőt és együgyűséget próbálom visszaadni a filmjeimben.” – nyilatkozta 1966-ban Sergio Leone, aki szerint az amerikai westernek az 1950-es évekre túlidealizált, hamis képükkel szinte prédikálni akartak a műfajban. Tinto Brass elmondása szerint épp a túlhangsúlyozott erőszakra próbálta felhívni a figyelmet A jenki című 1966-ban készült westernjében, de pont az ellenkező hatást érte el vele, ugyanis rendkívüli támadásokat kapott a kritikáktól. Sergio Corbucci A halál csöndje ma már ugyancsak klasszikusnak számító westernje, vagy Lucio Fulci (aki zombifilmjével szerzett hírnevet) alkotásai is szintén meglehetősen borzongatóak, már-már horrorisztikusak.
A főhősök rendszerint nem épp makulátlan erkölcsűek, hanem egykori bűnözők, gyilkosok, valódi köpönyegforgatók, s a másik kijátszására törekszenek, de mégis ott lappang lelkük mélyén a jó. Sergio Leone névtelen hőse, aki csak a pénzszerzésre törekszik, végül visszaadja az anyját egy kisfiúnak és ad nekik a pénzéből, hogy valamiképp megéljenek. Mivel nem egyértelmű, hogy ki melyik oldalon áll, s nem igazságért történik a harc, hanem a pénzért, vagy életben maradásért, a zsáner egészen felborította az addigi hagyományos western-sablont.
A főhősök nem túlzottan jóképűek, feslett, piszkos ruhákat viselnek és előrehaladottabb korban vannak, mindezekkel egyrészt azt fejezik ki, hogy sokat tapasztaltak az életből, másrészt egészen más szemmel tekintenek a világra, amely alaposan meggyötörte őket, ezért is annyira marconák. Clint Eastwood a dollár-trilógiában kócos, elhanyagolt külsejű, naptól lebarnult arcú férfiként mutatkozott be, Franco Nero a Djangóban szakadt, sáros, fekete ruhát viselt, erősen borostás volt, és mivel elég fiatal volt még a film forgatásakor, műráncokat és sötét sminket vittek fel arcára, hogy idősebbnek látszódjék. Gianni Garko némelyik filmjében is meglehetősen öregnek tűnik. Ezzel ellentétben míg a korábbi amerikai vadnyugati filmek főhősei többnyire fiatalok voltak, addig a spagettiwesternek jófiúinak külső tulajdonságaival a gonosz szereplők rendelkeztek. További jó példája a kevésbé vonzó, hanyagul öltözött hősöknek Klaus Kinski, Charles Bronson, de akár Giuliano Gemma.
Nincsenek ugyanakkor festői szépségű tájak, melyek az amerikai westerneket annál jobban színezték, s amire a kamera gyakran nagy hangsúlyt fektetett. Ehelyett kopár, kietlen vidékek láthatóak, melyek nem keltenek túl nagy figyelmet.
A negatív szereplőknek olykor tipikus jellemvonása a szadizmus. Ennek legjobb példája a Volt egyszer egy Vadnyugat rosszfiúja Frank, akit Henry Fonda alakított. Frank ifjú korában egyik ellenfelét a nyakába tett kötéllel egy haranghoz kötötte úgy, hogy az „akasztott” ember saját öccse vállain állt. A hőségtől és súlytól szenvedő gyerek alig bírta testvérét tartani, végül összeesett, így testvére meghalt. (Az akasztott ember öccsét felnőtt korában Charles Bronson játszotta.)
Más szereplőknek is el kell szenvedniük a kegyetlenségeket, olykor nemi erőszakot. Mindezeknek viszont mégis volt komoly valóságalapja. Az Egyesült Államok déli és nyugati felén, ahol kifejezetten gyenge volt a rendfenntartás, mindennapos volt az erőszak és a hétköznapokban az ököljog lett a törvény. Különösen az amerikai polgárháború alatt és az után tombolt vadul az erőszak több egykori amerikai konföderációs államban, de ugyanez volt a helyzet Kaliforniában is.
Az Egy maréknyi dollárért sikerét aligha maga a történet, sokkal inkább a gesztusok, a látvány, az erőszak, az érzelmek, a zene elegye adta igazán.
A spagettiwestern jó néhány jellemzője emlékeztet az olasz bűnügyi filmek vonásaira. Több rendező, vagy forgatókönyvíró, leszámítva Leonét és néhány másik rendezőt, aki készített spagettiwesternt, korábban bűnügyi témájú filmekkel is foglalkozott, nyilvánvalóan innen van az a hatás, hogy ennyire hangsúlyozzák ezekben a filmekben az erőszakot. Különösen jellemző ez Lucio Fulcira vagy Sergio Corbuccira, aki viszont tökéletesen be tudta illeszteni ezeket az elemeket a westernbe, s bűnügyi filmjei között is akad jó pár klasszikus. Számos itt szereplő színész olasz, spanyol krimikben és gengszterfilmekben is nyújtott alakítást.
Azok a rendezők, akik az ún. „saru és kard” témájú filmekben tevékenykedtek – ahol elsősorban az ókori görög és római eposzok hőseit vitték filmvászonra –, ők is átvettek néhány elemet innen a pozitív hősök megformálásánál. Az addigi mitológiai hősöket alakító színészek is belebújtak a cowboyok öltözékébe.
Idővel viszont az olasz rendezők már nemcsak a bosszúállás és pénzszerzés motívumát kívánták továbbvinni. Az 1960-as évek végétől már több filmben tapasztalható, hogy a hősök ráébrednek az élet más dolgaira is, nemcsak pénzre vagy bosszúra hajtanak. A mexikói forradalmak korában játszódó westernekben is látható az első filmkockákon, mekkora a káosz a szereplők körében. Először a pénzszerzés vágyából érkező hős a diktátorok és a kisemmizett felkelők között ingázik, mindenütt a nyereséget keresve, de idővel a jók pártjára áll, engedve a forradalmi eszmék vonzerejének. Ez jellemzően politikai töltetet adott a spagettiwesternnek. Legszebb példájának Tomás Milián és Gian Maria Volonté közös produkciója, a Szemtől szembe tekinthető.
Sergio Leone még a színészekkel is egészen másképp dolgozott. Ő olyanokat igyekezett beválogatni, elsősorban az antihősök szerepébe, akik az addigi filméletben teljesen más szerepekben tűntek fel, rendszerint inkább pozitív figurákat játszottak. Ilyen Henry Fonda, akit egész eddig „Nemes Szívű Amerikai”-ként ismert közönség, most ehelyett a nézők egy elvetemült gyilkos szerepében láthatták, de ilyen volt akár Jack Elam is (szintén játszott a Volt egyszer egy Vadnyugatban). Maga Fonda is vonakodott ennek a szerepnek az elvállalásától, amire végül barátja, Eli Wallach, a dollár-trilógia egyik sztárja, Eastwood partnere vette rá.
Az olasz westernfilmek a fegyverek és az időpont terén is tettek változtatásokat. Gyakran megszólalnak gépfegyverek, melyek megjelenése valóban egybevág a vadnyugat korával. Ezt szintén Leone indította el, amikor az Egy maréknyi dollárért-ban az egyik banda vezetője Ramón az amerikaiaktól megszerzett gépfegyverrel lemészárolja a mexikói katonákat. Franco Nero a Django-ban, vagy Terence Hill a Joe, a rosszarcúban is használt gépfegyvert, s ezt több más western is követte.
Azonban több, a westernekben használt gépfegyver nem is létezett. Az Egy maréknyi dollárért-ban és Djangóban használt fegyverek nemcsak, hogy nem léteznek, de még csak nem is vágnak egybe az adott korral. Az előző film körülbelül az amerikai polgárháború előtti időkben játszódik, míg a Django a háború után. Akkoriban még az ilyen típusú automata jellegű géppuskák nem is léteztek, csak hajtókaros forgótárasok voltak, amelyeket a polgárháborúban az amerikai hadsereg szabványosított, de tüzérségi fegyverként használt és ágyúkerekeken szállította, mivel eléggé nagy volt a súlya. A Joe a rosszarcú-ban használt, Maxim-géppuskához hasonló fegyver sem valódi. Leone egyik ugyancsak klasszikusnak számító filmjében, az Egy marék dinamit-ban James Coburn egy MG-32/42 fegyvert használ, amelyet 1932-ben szerkesztettek a németek, a film viszont az 1911-es mexikói forradalom idején játszódik. Ugyanebben a filmben egy 9 mm-es FN Browningot használnak, amit csak 1925-ben fejlesztettek ki. Ugyancsak filmes baklövésként lehet megemlíteni a Franco Neróval készült A zsoldost, ahol Nero egy 9 mm-es Largo típusú pisztolyt használ, melyet 1946-ban fejlesztettek ki, míg a film cselekményének időpontja 1921.
A James Coburnnel, Bud Spencerrel és Telly Savalasszal készült Élet vagy halál western a polgárháborúban játszódik. A Coburn, Spencer és társai a konföderáció katonáit kaszálják a Gatlingekkel, a kor hajtókaros gépfegyvereivel. A korai Gatlingeknek viszont volt egy hatalmas hátránya: könnyen beakadtak és ezért lassabban hajtották őket. A filmben ezzel szemben a Gatlinget használóknak meglehetősen gyorsan és akadálymentesen jár a kezük.
Több spagettiwestern játszódik a 20. században, az első világháború előtt, illetve után is. Ezek helyszíne elsődlegesen Mexikó, ahol az idő tájt Porfirio Díaz diktatúrája miatt lázadások zajlottak. Ezekben a westernekben több alkalommal használnak gépfegyvert, sőt megjelennek más harci eszközök is, mint például tankok, gránátok. A kései amerikai westernekben új közlekedési eszközök is jelen vannak, mint pl. repülőgépek vagy autók.
Visszatérő figura az olasz westernben Django. Corbucci westernjének sikere után több tucat különböző folytatás, vagy átdolgozás készült, melyek rendszerint nem érik utol a Corbucci-féle Django-t, de vannak filmek, melyek figyelemre méltó módon ábrázolják. Ugyancsak kedvelt, több westernben is szereplő figura Sartana, amely legjobban Gianni Garkóval azonosult, akárcsak Franco Neróval Django.
Kevéssel az új műfaj feltűnése előtt jelentkeznek az olasz Zorro-filmek is, ezek tulajdonképpen a spagettiwestern előzményeinek tekinthetők. Rafael Marchent forgatott ilyen filmeket az 1950-es években Andalúziában, amivel felfedezte a spanyolországi sivatagokat a filmrendezők számára, így a díszletek nagyon kapóra jöttek a westernekhez. Egy Zorro-filmhez is használt mexikói díszletváros spagettiwesternben is látható.
A Zorróról szóló olasz és spanyol filmek közül többet is westernes kiszerelésben forgattak, ahol az álarcos főhős már nem kardot, hanem revolvert forgat. Ennek az időpontja is az 1840-es évek végére tehető, amikor az amerikaiak megszerezték Mexikótól Felső-Kaliforniát, Zorro hazáját. Majdnem a polgárháború utáni periódusba tolja Zorrót a spanyol Zorro, a musztángok ura c. film, ahol már teljesen mellőzik a kardot. Ezen filmalkotások azonban rendszerint mérsékelt sikert arattak. Ugyancsak rendkívül merész újítást tesznek a rendezők a műfajban, amikor a westernek főhősei emigráns ázsiaiak (kínaiak), akik pisztoly helyett világhírű harcművészetüket vetik be, mint Mario Caiano Il Mio Nome è Shanghai Joe c. western-komédiájában. Némelyik ilyen filmben hongkongi filmvállalatok is közreműködtek.
Az 1970-es években Amerikában már teljes hanyatlásnak indult a western műfaja, ezt híven példázzák az ekkorra egyre nagyobb számban megjelenő spagetti- és vörös westernek. És mivel a spagettiwestern a hagyományos westernekhez képest egészen más világot mutatott be, ezért is volt – igaz rövidebb ideig, mint az amerikai westerneknek –, akkora sikere még az Egyesült Államokban is.
A spagettiwestern nagyon meghatározó lett a filmtörténelemben. A későbbi amerikai westernekre, mint a Pat Garett és a Billy Kölyök-re is hatást gyakoroltak. Ezen műfaj sikerének titka talán az, hogy szinte teljesen fikcióval dolgozik, nem dolgoz fel történelmi eseményeket, vagy valós történeteket. Mindkét western (az amerikai és az olasz) világa egyaránt meseszerű.
A spagettiwestern hatása még ma is felfedezhető amerikai filmalkotásokon: ilyen a Kill Bill. Rendezője, Quentin Tarantino nagy rajongója A Jó, a Rossz és a Csúfnak, amit a filmtörténet egyik legnagyszerűbb művének tart.
A mostani amerikai, ún. neowesternekben is jelen van az általában felfokozott erőszak, ez azonban kevés esetben vethető össze az italowestern hatásával, sokkal inkább az amerikaiak túlzott „erőszakmániájával” hozható párhuzamba, ami nagyon megnyilvánul a legtöbb filmben.

## Forgatási helyszínek
A spagettiwesternek rendezőinek körében kedvelt forgatási helyszínnek számított Spanyolország, főleg Andalúzia kopár, sivatagos vidékei, a Tabernas-sivatag, azon belül is Almería. Ez utóbbi helyen forgatták a Volt egyszer egy Vadnyugat bizonyos jeleneteit is. Ezek a mediterrán területek nagyon hasonlítottak a kietlen amerikai vadnyugati (mexikói, új-mexikói, arizonai) vidékekhez. Több filmet forgattak Szardínián is.
Tabernas, mint helyszín különösen a Mexikóban játszódó westerneknél vált be legjobban. Előfordult, hogy egy-egy western forgatása észak-afrikai helyszínen zajlott, amelyet szintén hasonlónak találtak az amerikai sivatagokhoz, kanyonokhoz. Ezenkívül még Törökországban és Izraelben is forgattak egy-egy westernt, az ott található helyszínek préri, vagy kietlen hegyvidék gyanánt szintén megfelelőek voltak.

## Egyéb étel-westernek
A spagettiwesternek népszerűségét mutatja az ételwesternek megjelenése a világban. Az ételwesternek általában szorosan összefüggnek az erőszakossággal. Elsőként említhető az ún. chorizowestern, amely név a chorizo nevű asztúriai kolbászféle után ragadt rá. Chorizowesternnek a kizárólag spanyol gyártású vadnyugati filmeket nevezik, voltaképp a spagettiwesternhez tartoznak, mivel maguk a spanyolok ide sorolják vadnyugati filmjeiket.
A burritowestern Robert Rodríguezhez kötődik, akinek leghíresebb alkotása – aVolt egyszer egy Mexikó – a 21. században játszódik, ám csak a témája és humora emlékeztet a westernre.
Hrafn Gunnlaugsson izlandi rendező vikingfilmjeit nevezik cod western-nek az északi vizekben élő tőkehal angol neve (cod) után.
Az erőszakosságot mellőző NSZK-jugoszláv westernfilmeket, elsődlegesen Gojko Mitić indiánfilmjeit is hívják egyesek Sauerkrautwestern-nek. A sauerkraut a német savanyú káposzta. Ez a fajta megnevezés is ritka, mivel a jugoszláv közreműködések miatt inkább vöröswesternnek számítanak a Mitić-filmek.
A Red Dwarf c. brit sci-fi egyik epizódja a Gunmen of the Apocalypse westernes-kiszerelésű, amit Roast Beef-western-ként emlegetnek. A roast beef az angolszász marhaszelet.
A szintén brit Shane Meadows Volt egyszer egy Alföld c. filmje Sergio Leone klasszikusát utánozza, amit spagettikonzerv-western-nek hívnak.
A hongkongi John Woo filmjei dimsum-western néven élnek a filmvilág tudatában. Dim Sum a hongkongi reggeli neve.
A Magyarországon is ismert Genndy Tartakovsky animációs sorozatát a Szamuráj Jack-et a Time magazin nevezte el sobawestern-nek. A soba egy spagettihez hasonló japán tésztaféle.
A sajtwestern a Monty Python társulat alkotása. Repülő cirkusz c. sorozatukban készítettek egy Sam Peckinpah-paródiát Rogue Cheddar címmel.
Indiából ered a currywestern.
Dánia vadnyugati-stílusú filmje a krumpliwestern.
Spanyolországból ered még egy alműfaj, a marmitakowestern, amely a baszk halétel, a marmitako után kapta a nevét. Álex de la Iglesia 800 töltény c. filmjéhez köthető legszorosabban.
Japánban Takashi Miike 2007-ben alkotta meg a sukiyakiwesternt, amit általánosságban szamurájwesternnek is hívnak. A szukijaki többféle alapanyagból készült japán étel. Ez a western azonkívül, hogy abszurd képi világú (japán szamurájok cowboy-öltözetben járnak, kardot és pisztolyt forgatnak, japán népviseletben járó emberek amerikai vadnyugati városokban élnek), cselekménye borzasztóan brutális és véres. A Sukiyaki Western Django-ban az erőszakos független filmjeiről ismert Quentin Tarantino is megjelenik és szukijakit eszik.
Japán mintára született a dél-koreai michiwestern. A michi koreai káposztás étel. Kim Ji-woon A Jó, a Rossz és a Végzet c. filmje szintén Leone filmjét utánozza.
Ugyancsak japán mintára született a pad-thaiwestern, amely Thaiföldről való. Akárcsak az előző két ázsiai film, ez is abszurd módon Thaiföldre viszi a vadnyugatot. Wisit Sasanatieng Fah talai jone filmje alkotta meg.
Szomjas György betyárfilmjeit (pl. Talpuk alatt fütyül a szél, Rosszemberek) egyesek szeretik gulyáswestern-nek nevezni, bár maga a rendező a Kelet-Európában teremtődött eastern műfajához sorolja, amely a hagyományoknak megfelelően az itteni országok vadnyugat-jait igyekszik bemutatni abszurd, merész fantázia ötlötte képi világ nélkül, amely jelen esetben Magyarországon a betyárok járta puszták és más vidékek.
A szintén az easternbe sorolt második világháborús témájú, Jugoszláviában készült szerb nyelvű partizánfilmeket nevezik gibanicawestern-nek. A gibanica a délszlávok körében nagyon elterjedt rétesféle.

## Fordítás
- Ez a szócikk részben vagy egészben  a   Spaghetti Western című angol Wikipédia-szócikk fordításán alapul.  Az eredeti cikk szerkesztőit annak laptörténete sorolja fel. Ez a jelzés csupán a megfogalmazás eredetét és a szerzői jogokat jelzi, nem szolgál a cikkben szereplő információk forrásmegjelöléseként.